# Cryptophagus stromus
Cryptophagus stromus is een keversoort uit de familie harige schimmelkevers (Cryptophagidae). De wetenschappelijke naam van de soort werd in 1961 gepubliceerd door Woodroffe & Coombs.